# Пісківська ЗОШ І — ІІІ ступенів Лохвицького району
Пісківська загальноосвітня школа І — ІІІ стуренів — україномовний навчальний заклад І-ІІІ ступенів акредитації у селі Піски, Лохвицького району Полтавської області.

## Історія школи

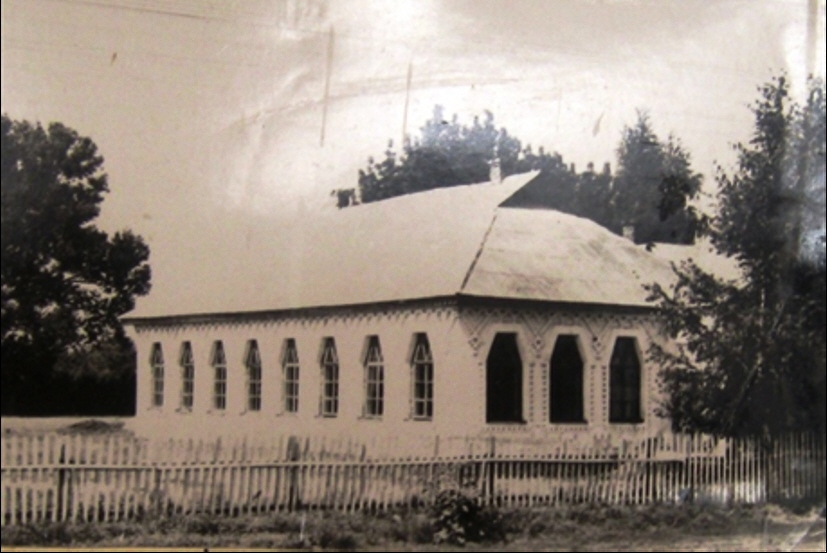
Земська школа

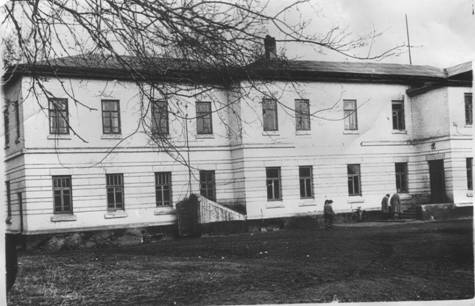
Колишній маєток пана Галагана (Школа в саду)

На 1903 рік в селі діяла одна церковно-приходська школа на 35 учнів. Будинок земської школи зберігся до наших днів. Понад 50% населення лишалось неписьменним. В школі дітей навчав отець Григорій, дяк Петро Герасимович Ковпак.
Революційні події вплинули на культурне життя села. В 1921 році почала діяти семирічка і всі діти шкільного віку були охоплені навчанням. Навчання проводилося у дві зміни. Школа розміщувалась у кількох навчальних корпусах. Молодші класи навчалися в колишній земській школі, а також приміщення в якому потім була аптека. А учні старших класів навчалися в приміщенні економії графа Галагана. Відкрилась також школа для неписьменних. Першим директором став Крижанівський. За його перебування на цьому посту в школі була створена комсомольська організація. В 1930 році в селі діяв робфак.
В 30 — 40 роки в школі навчалось близько 500 учнів. Навчання проводилось в дві зміни. Директором був Томаш В. Я., а перед самою війною його замінив Котусенко. В ці роки було відкрито десятирічку. Під час війни навчання в школі припинилося.
Відразу після визволення села, 14 вересня 1943 року, відновилося навчання в школі. Школа була переповнена учням. В першому класі навчалися разом діти, яким було 7, 8, 9 і 10 років. Навчання проходило в 2 зміни. Семирічна і десятирічна школи діяли окремо і мали своє керіництво. В 1958 році ці дві школи були об'єднані в одну, але навчання проходило в трьох корпусах. Директором було призначено Костенка І. М., пізніше директором був Прядко М. А., а потім Приступа В. І.
В 1968 році директором школи став Дорошенко Г. Ф. На цей час два навчальні корпуси стали виходити з ладу і постало питання про будівництво нової школи. І тільки в 1980 році будівництво школи розпочалось. Замовник будівництва — Лохвицький цукрокомбінат. Генпідрядник ПМК-273.
Проект забудови розробив Таранов Борис Іванович, інженер Полтавського інституту «Укрміськбудпроект» за таким же проектом були побудовані школи в селі Попівці Миргородського району та в селі Супрунівка Полтавського району.
Перша свая під фундамент нової школи була забита 21 грудня 1980 року. З перших днів будову було оголошено народною. Учні школи, батьки, вчителі, жителі села, вчителі інших шкіл району брали участь у будівництві.
22 листопада 1982 року відбулося урочисте відкриття нової школи.
З 1983 року школу очолює Блик А. М. За останні роки в школі добудована учительська в блоці молодших класів, а у 1996 році школа переведена на газове опалення. Починаючи з серпня 2012 року у школі триває капітальний ремонт фасаду будівлі школи.
З 2014 року школу було переведено на альтернативне опалення.
28 січня 2015 року школу було приєднано до мережі Internet.

## Деякі технічні характеристики новобудови
1. Школа розрахована на 624 місця.

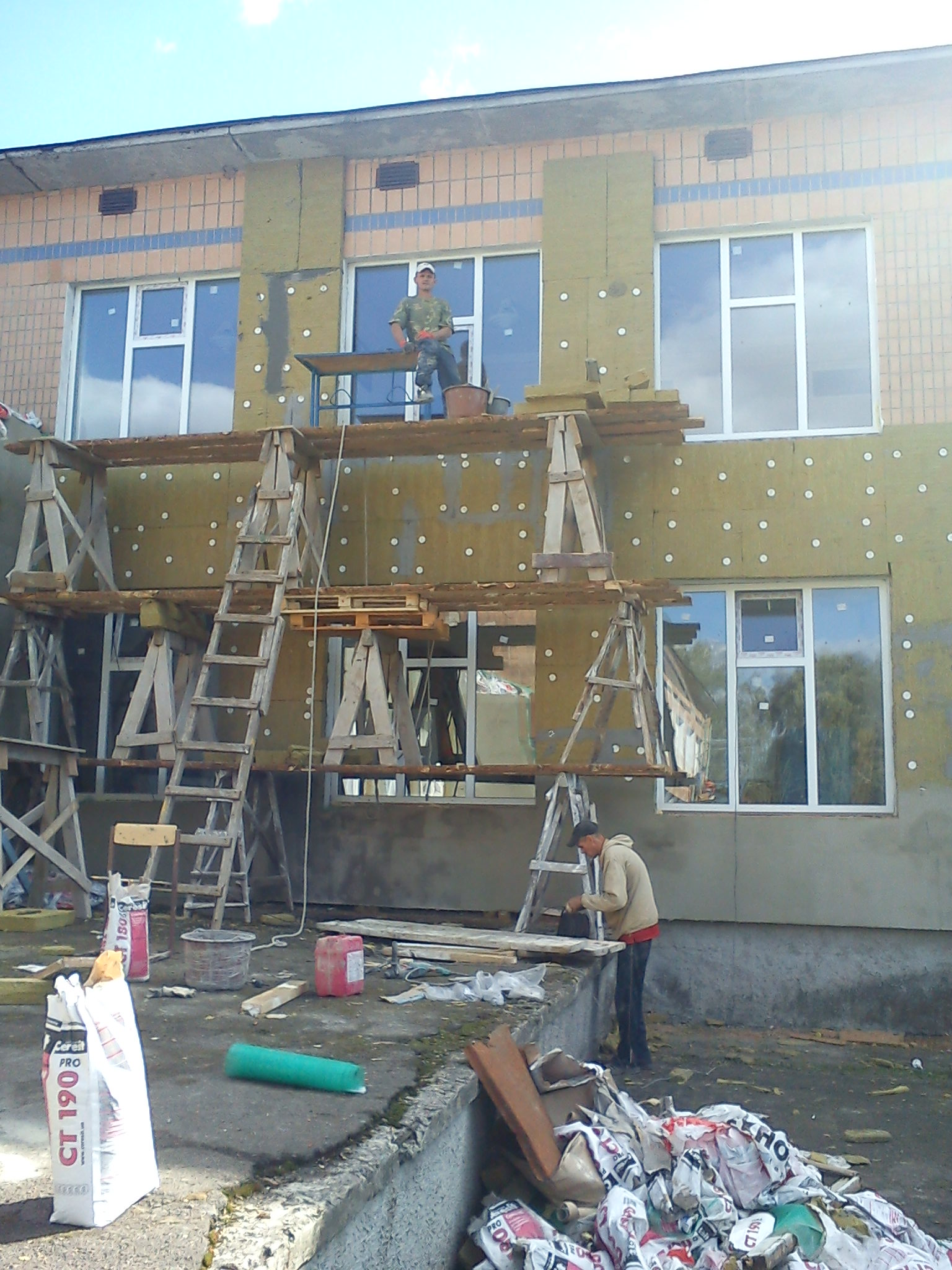
Ремонт фасаду будівлі школи

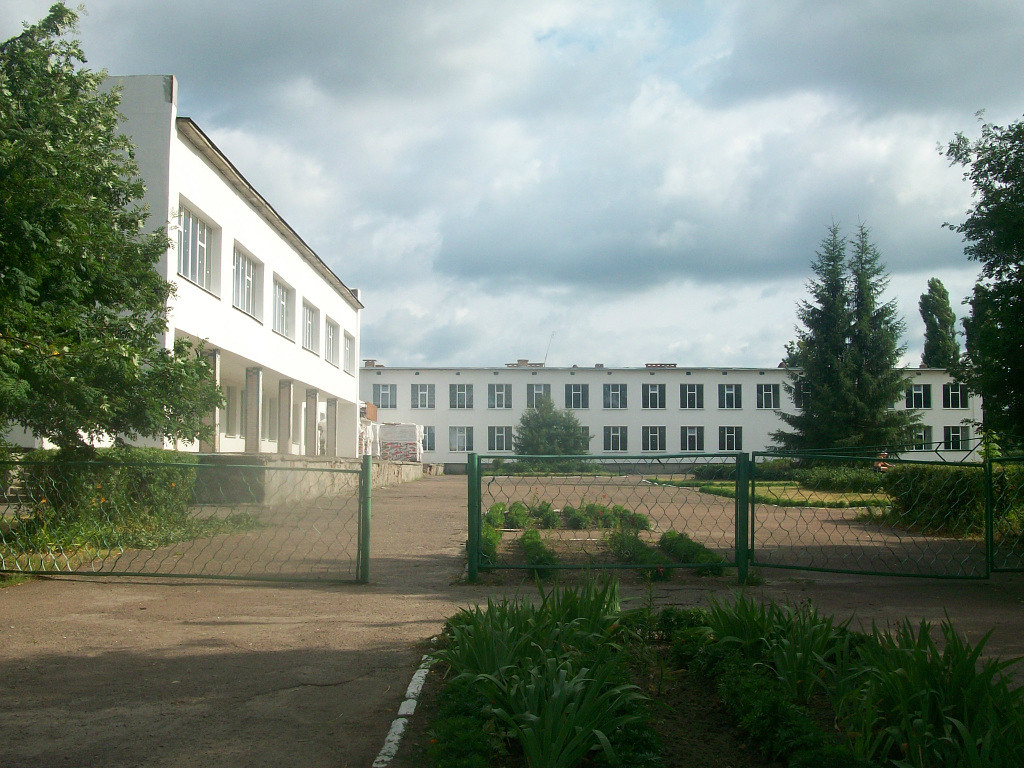
Вигляд школи після ремонту фасаду будівлі

2. Загальна робоча площа 2821,6 кв. м. Це по 4,52 кв. м. на одного учня.
3. Загальна корисна площа 3002 кв. м.
4. Об'єм приміщення на кожного учня становить 33,1 куб. м.
5. Станом на листопад 1982 року вартість будівлі становила 1200000 крб., а одне учнівське місце коштувало 1923 крб. 07 коп.
6. В школі 11 навчальних кабінетів, 7 класних кімнат для учнів молодших класів.
7. В школі є бібліотека, їдальня, актовий зал на 125 місць, спортзал, музей села.

Всі меблі виготовив, по спеціальному замовленню, Чугуївський меблевий комбінат
За допомогою колишнього командуючого Київським військовим округом були виділені додаткові кошти на будівництво тиру та майстерні. На шкільному подвір'ї обладнані дитячий та спортивний майданчики.

## Символіка школи

### Герб

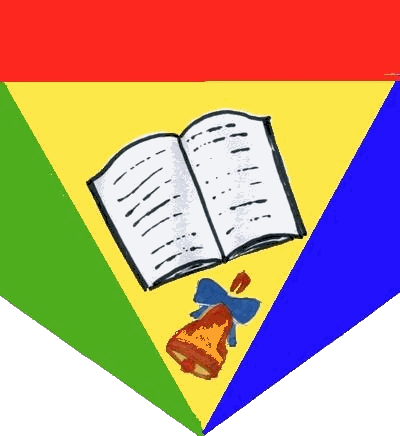
Герб школи

Герб має форму щита, в центрі на жовтому фоні розгорнута книга — символ Країни Знань і шкільний дзвоник, який є ключем від цієї країни. З трьох сторін цих символів фон, зафарбований кольорами трьох дитячих об'єднань школи: червоний — клуб старшокласників «Надія», блакитний — творче об'єднання «Криниця», зелений — Країна Барвінко

### Прапор

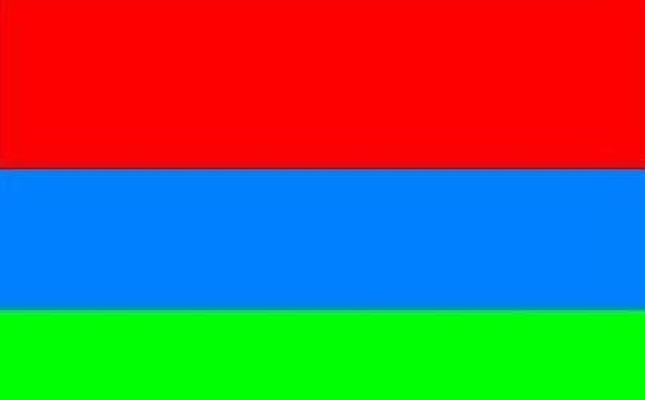
Прапор школи

Прапор являє собою прямокутне полотнище із співвідношенням ширини до довжини 2:3. Прапор складається з трьох різних за шириною горизонтальних смуг, які символізують організації школи: верхньої — червоної — клуб старшокласників, ''Надія'', середньої — блакитної — творче об'єднання «Криниця», нижньої — зеленої — Країна Барвінкова.

### Гімн
Слова і музика Папірненко Лідії Степанівни (учителя фізики та астрономії Пісківської ЗОШ І — ІІІ ступенів).

## Обдаровані діти
- Блик Наталія Сергіївна — переможець районного етапу конкурсу захисту науково-дослідницьких робіт учнів — членів Малої академії наук (2009 рік, 2010 рік), відділення економуки; учасниця обласного етапу (2010 рік, 2011 рік), відділення економіки (науковий керівник Трикозенко Дмитро Михайлович — вчитель математики та економіки).
- Вовк Микола Олександрович — переможець районного етапу конкурсу захисту науково-дослідницьких робіт учнів — членів Малої академії наук (2013 рік), відділення фізики; призер обласного етапу (3 місце, 2014 рік), відділення фізики (науковий керівник Трикозенко Дмитро Михайлович — вчитель математики та економіки)
- Руденко Юлія Павлівна — переможець районного етапу конкурсу захисту науково-дослідницьких робіт учнів — членів Малої академії наук (2014 рік), відділення української мови та літератури; учасниця обласного етапу (2015 рік), відділення української мови та літератури (науковий керівник Даниленко Людмила Миколаївна — заступник директора з виховної роботи, вчитель української мови та літератури).
- Марченко Олена — переможець районного етапу конкурсу захисту науково-дослідницьких робіт учнів — членів Малої академії наук (2015 рік), відділення ; призер обласного етапу (3 місце 2016 рік), відділення (науковий керівник Погребняк Тетяна Володимирівна —  вчитель географії та біології).
- Радкевич Світлана Олександрівна — призер районних олімпіад з базових дисциплін; переможець районного етапу конкурсу захисту науково-дослідницьких робіт учнів — членів Малої академії наук (2015 рік), відділення (науковий керівник Погребняк Тетяна Володимирівна —  вчитель географії та біології).

## Визначні постаті
- Булах Григорій Іванович — Народний артист України, український письменник, перекладач.
- Матвієнко Микола Юхимович — Герой Радянського Союзу (1940)
- Усенко Євгеній Іванович — Герой Радянського Союзу (1944), нагороджений Орденом Леніна, Орденом Вітчизняної війни, Орденом Червоного Прапора, Медаллю «За бойові заслуги».
- Шульга Василь Павлович — Герой Радянського Союзу (1945)